# Chémery
Chémery är en kommun i departementet Loir-et-Cher i regionen Centre-Val de Loire i de centrala delarna av Frankrike. Kommunen ligger i kantonen Saint-Aignan som tillhör arrondissementet Romorantin-Lanthenay. År 2022 hade Chémery 944 invånare.

## Befolkningsutveckling
Antalet invånare i kommunen Chémery
| Referens: INSEE |